# City sleeps
City Sleeps es una banda de rock alternativo americana procedente de Atlanta, Georgia creada en 2005. Intentó publicitarse viajando por todos los Estados Unidos y lo consiguió, ya que el productor John Feldmann contactó con ellos ofreciéndoles trabajo. Para comenzar a lanzar su primer álbum, Not An Angel, se fueron a Los Ángeles.
Cuando la discográfica Trustkill Records les llamó, City Sleeps volvió de nuevo a realizar giras por todo EE. UU.
No An Angel salió a la venta el 9 de octubre de 2007, después de haber sido pospuesto, porque la fecha inicial era el 28 de agosto de 2007.
El 4 de febrero de 2008, se anunció la salida del bajista Brady Allen. Debido a la salida de Allen, Milo se convirtió en el nuevo bajista.
City Sleeps ha realizado giras con Drowning Pool y Saliva, y acaba de grabar un nuevo video en Los Ángeles con la canción "Not An Angel".
El 5 de septiembre de 2008 se anunció la salida del cantante Elliot Sharp. Actualmente se encuentran parados ya que están realizando una búsqueda para encontrar a un nuevo cantante. El 12 de septiembre de 2008 Milo anunció que él también se marcharía de la banda.
- Datos: Q5123425